# 니플헬
니플헬(고대 노르드어: Niflhel)은 노르드 신화에 등장하는 장소로, 《고 에다》 중 〈바프스루드니르가 말하기를〉과 〈발드르의 꿈〉, 《신 에다》의 〈길피의 속임수〉에 언급된다. 니플헬은 니플헤임 및 헬헤임과 동일시되기도 한다.

## 같이 보기
- 니플헤임
- 우르다르브룬느
- 엘류드니르